# 杁中車站
杁中車站（日语：／ Irinaka eki */?）是位於愛知縣名古屋市昭和區隼人町三丁目。為名古屋市營地下鐵鶴舞線的車站之一。車站編號為T14。
本站站名為名古屋市營地下鐵中唯一一座站名使用平假名之車站。最主要是因為「杁」此字不常被使用，大多數人唸不出本字發音，而使用平假名來作站名。

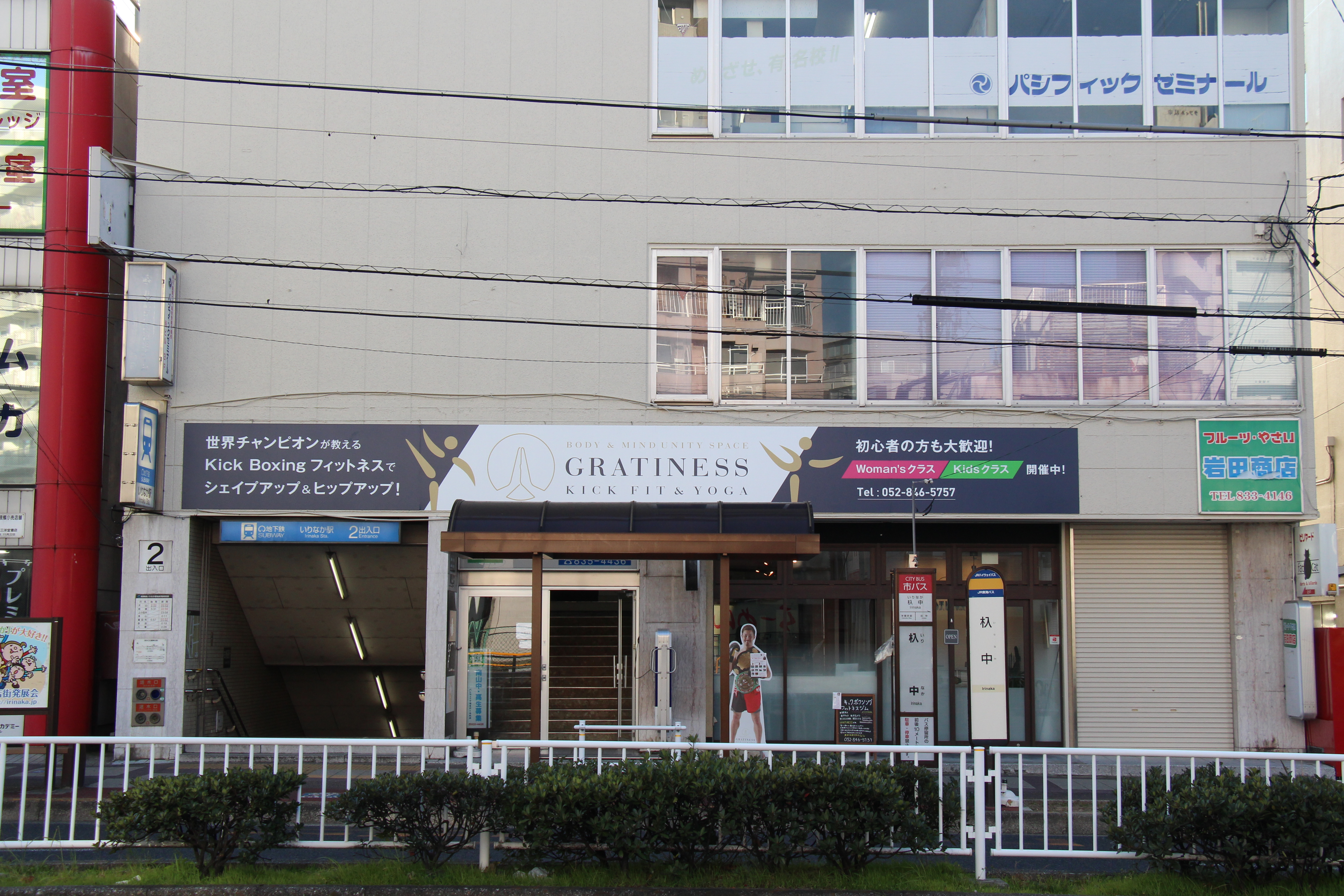
2號出入口（2020年2月）

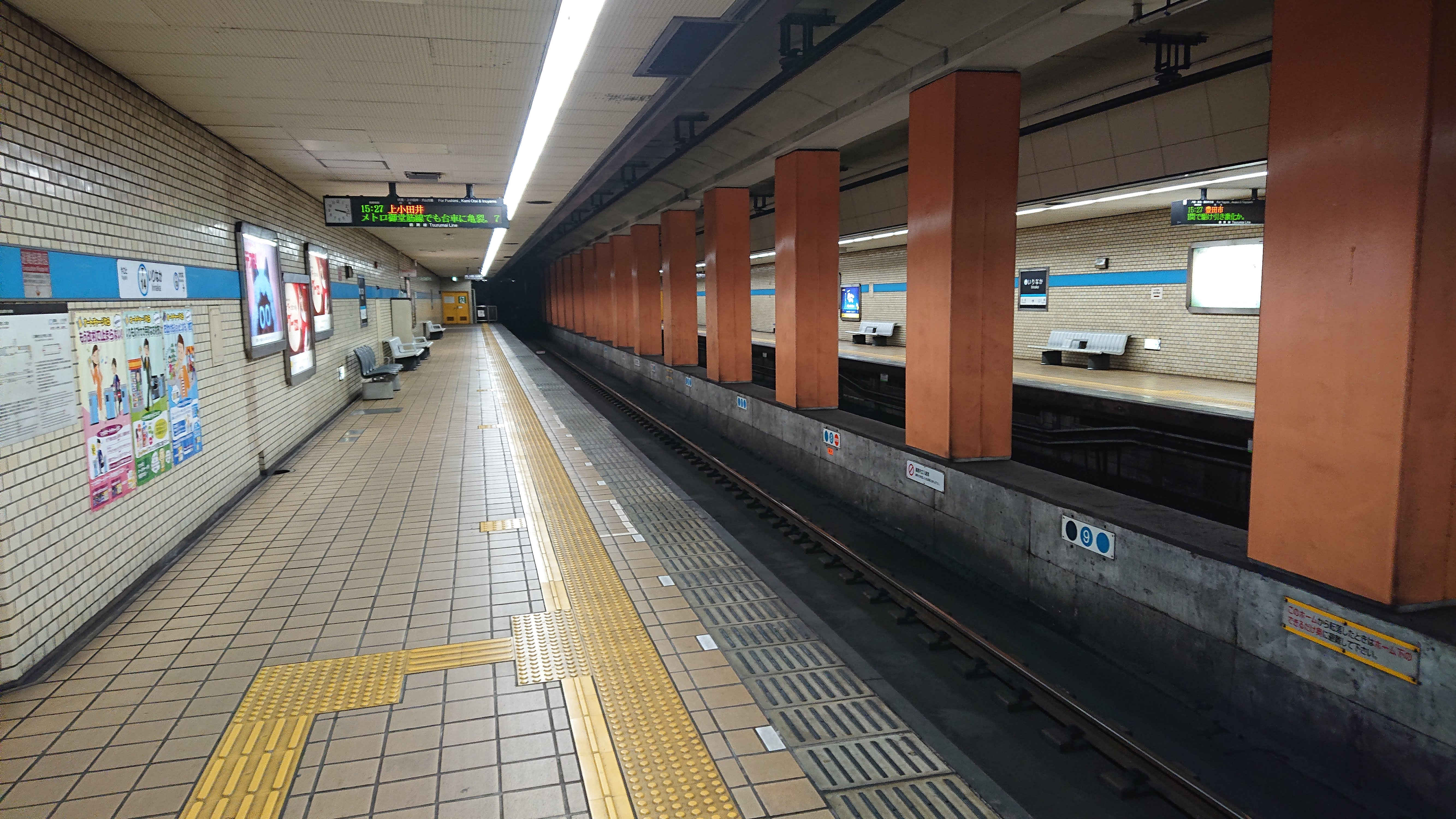
月台（2019年8月）

## 車站構造
為擁有2面2線之側式月台之地下車站。

### 月台配置
| 月台 | 路線   | 目的地                   |
| ---- | ------ | ------------------------ |
| 1    | 鶴舞線 | 八事、赤池、豐田市方向   |
| 2    | 鶴舞線 | 伏見、上小田井、犬山方向 |

## 相鄰車站
名古屋市營地下鐵
 鶴舞線
川名（T13）－杁中（T14）－八事（T15）

## 外部連結
- 杁中 - 名古屋市交通局